# トウメイ
トウメイ（1966年5月17日 - 1997年4月7日）は、日本中央競馬会の競走馬・繁殖牝馬。
1971年に天皇賞（秋）と有馬記念を連勝して史上初の牝馬の啓衆社賞年度代表馬に選出され、代表産駒に史上初の天皇賞母子制覇を成し遂げたテンメイがいる。

## 生涯

### 誕生
1966年5月17日、北海道静内郡静内町の谷岡牧場で誕生。父・シプリアニは1970年代に日本で大流行するネヴァーセイダイ産駒の種牡馬で、トウメイは3年目の産駒であり、同じネヴァーセイダイ産駒のダイハードやネヴァービートもまだ実績がなく、注目されるような血統ではなかった。後にヒカルイマイやタカツバキを送り出し種牡馬として成功を収めるが、当時はまだ無名の存在であった。母・トシマンナはメイヂヒカリ産駒で地方で1戦して未勝利、曾祖母のマンナは1932年に阪神で行われた帝室御賞典に勝った名牝で、その子孫からは二冠馬のクモノハナをはじめ多くの活躍馬が出ているが、トシマンナの近親には目立った活躍馬はいない名門でも傍流の血統であった。前年の1965年に場長の谷岡増太郎は繋養するトシマンナをトサミドリと交配させようと計画したが、体格が小さいことを理由にトサミドリ側から断られた。代わりに交配する種牡馬を探す谷岡は牧場に隣接する軽種馬農協静内種馬場で繋養されていたシプリアニの筋肉の質と柔軟性を見て交配を閃き、その結果誕生したのがトウメイである。誕生当初のトウメイは小柄ながらも均整のとれた体格と、父シプリアニの譲りの柔軟性を持っていたが、次第に成長が止まり、外見上はただの小柄な馬になってしまった。見栄えのしない外見はトウメイに生涯つきまとい、「ネズミのよう」と形容されることになるが、気性面では負けず嫌いで気の強い面を見せていた。谷岡牧場は庭先取引でトウメイを売却しようと他の馬とのセット販売まで試みたが上手くいかず、谷岡が購入を勧めた者の一人にダイシンボルガードの馬主・高橋金次がいる。谷岡によると、後に競馬場で出会った際に高橋は、「いやあ、勧められた時にこの馬を買ってたらなあ、まさかあの時の馬がこんなことになるなんて」と語った。1967年秋にセリ市に上場され、大井・高木清調教師が165万円で落札。同じ時期に行われたセリ市での平均落札価格は約300万円であった。

### 競走馬時代
トウメイの馬主になったのは札幌市でパチンコチェーンを営む近藤克夫で、馬名の「トウメイ」は「メイトウ（名刀、銘刀）」で申請したところ却下されたため、メイとトウをひっくり返したものである。苫小牧市の藤沢牧場へ移送して競走馬となるための訓練を施し、預託する予定であった高木が膵臓癌で急死。貧相な体格が災いして代わりに預かろうとする調教師はなかなか現れず、結局1968年春になって阪神・清水茂次調教師が、セリ市で購入を勧めた責任を取る形で引き受けることになった。半年後、トウメイの能力が向上した形跡がないと判断した清水は、育成に要した費用にお詫びを上積みした300万円を近藤に支払ってトウメイを地方へ移籍させようとしたが、引き受け手が見つからなかったため話は頓挫し、やむなく引き続きトウメイを手元に置くことにした。清水は担当厩務員を決めようとしたがまたもや引き受けようとする者が現れず、調教助手を務める清水の弟が、調教の合間に面倒を見ることになった。トウメイは札幌へ移送されたが気性が荒く人になつかなかったため積極的に面倒をみようとする者はおらず、夕方まで厩舎前の空き地に留め置かれ、夕方になると厩舎の中に入れられる日々を過ごした。
1968年8月30日に札幌の新馬戦でデビューし、8頭中6番人気とファンからの評価は低かったが2着に入った。翌9月の新馬戦を勝つとトウメイに対する厩舎関係者の評価は一変し、担当厩務員も決まった。栗東へ移送されたトウメイは10月の萩特別で5着に敗れた後、11月から12月にかけて3連勝を達成。関西の3歳牝馬ナンバーワンと評価されるようになり、1969年3月に京都4歳特別で重賞初勝利を挙げると、翌4月の桜花賞では1番人気に支持された。5番手を進んだトウメイは最後の直線で一時先頭に立ったが、ゴール板直前でヒデコトブキに交わされて2着に敗れた。レース後にヒデコトブキは右前脚の故障を発症し、5月の優駿牝馬では再び1番人気に支持されたが、前を行くライトパレーを捉えることができず、さらにシャダイターキンに交わされ3着に敗れた。6月にオープンを勝った後は札幌へ移送され、3戦1勝2着2回の成績を挙げた。この時期に清水が急死し、トウメイは佐藤勇厩舎を経て坂田正行厩舎へ移籍。1970年に3月のオープン、4月のマイラーズカップと連勝したが、5月の阪急杯では2着に敗れた上に右後脚に裂蹄の一種である白腺裂を発症。復帰まで半年以上を要すると診断されたことを受け、陣営は復活を期してトウメイを療養させることにしたが、当時の競馬ファンやマスコミはこの選択を、「あれだけの安馬が、こんなに稼いだんだからもう充分じゃないか。まだ稼がせるつもりか」と批判的にとらえた。1971年1月にレースに復帰したトウメイは復帰4戦目のオープンを勝つと、続く4月のマイラーズカップで前年の菊花賞馬・ダテテンリュウを退けて連覇。6月には前年2着に敗れた阪急杯を、トップハンデ58kgを背負いながら制覇。坂田によると阪急杯の負担重量とレース内容から、「これはひょっとしたら長い距離もいけるかもしれんぞ」と考えるようになったという。10月に入って陣営は関東遠征を敢行し、牝馬東京タイムズ杯では59kgのトップハンデ（2番手はナスノカオリ・パールフォンテンの54kg）を強いられたがこれを快勝。3番人気で天皇賞（秋）に出走し、このレースでは「マイルの女王」と呼ばれるようになっていたため、トウメイが3200mの長距離戦をいかに乗り切るかに注目が集まった。大川慶次郎によると菊花賞馬・アカネテンリュウや東京優駿馬・ダイシンボルガードなどを相手に勝つのは無理だと見る者が圧倒的に多かったが、トウメイは両馬を下し優勝。主戦騎手の清水英次はこのレースを「1600メートルを2回走ると思えばええのやろ」と考えて騎乗したと振り返っており、大川は競馬場や距離、斤量、馬場状態を問わないトウメイの活躍ぶりに「本当にオールマイティな馬なんだな」と感じたという。続いて陣営は有馬記念出走を決め、トウメイはレースまでの時期を遠征馬の入る外厩で過ごすことになった。前日発売の段階では有馬記念2年連続2着のアカネテンリュウが1番人気に支持されていたが、馬インフルエンザのため出走を取り消した。メジロアサマとカミタカも同様に出走を取消し、この年の出走馬は有馬記念史上最少となる6頭となった。最後方からレースを進めたトウメイは第4コーナーで先頭に並びかけるとそのまま先頭に立ち、優勝した。大川は「メジロアサマが取り消したことは、トウメイにとって幸運以外の何ものでもなかった」と評し、外厩で過ごしていたことによりトウメイ自身は感染を免れたようだと述べている。坂田もこの勝利を、「トウメイは強いのも強かったが、……力に運がプラスされていた」と振り返っている。中央競馬史上、牝馬による有馬記念優勝はスターロッチ以来11年ぶりであり、トウメイはこの年の啓衆社賞年度代表馬、最優秀5歳以上牝馬に選出された。レース後のトウメイは、馬インフルエンザの感染拡大防止のため栗東に戻ることを許されず、東京に留め置かれた。3月になって競馬が再開されると栗東へ移送され、そのまま北海道へと移送された影響でトウメイの引退式は行われなかった。春に関西で引退レースに出走するプランもあったが、間もなく流感にかかったため、有馬記念が最後のレースになった。引退時の獲得賞金額は当時の中央競馬における牝馬歴代第1位であった。大川は、牝馬には成績が安定せず全盛期が短い傾向のある中、トウメイが3年以上にわたり安定した成績を残したのは特筆すべきことだと指摘している。大川はさらに、生涯着外になることがなかったことから、競走馬として「最強馬の中でも上位」にランクすると評価している。
気性が荒く、人にはなつかず、他の馬が近づくと蹴ることもあった。清水によると、トウメイにはレース中に鞭を入れると怒って走らなくなる傾向もあった。

### 引退後
引退後は近藤が所有馬のうち牝馬を繋養するために開設した幕別牧場で繁殖牝馬となるはずであったが、馬流感騒動で繁殖生活が出来なくなってしまう。急遽育成時代にお世話になった藤沢牧場で1972年から1978年まで繁殖生活を送り、1979年から幕別牧場に移る。14頭の産駒を出産し、その中で最も活躍したのはルイスデールとの間に生まれたテンメイで、1978年に史上初の天皇賞母子制覇を達成。産駒にはテンメイのほか、中央で2勝を挙げた後に道営へ移籍して道営記念などを勝ったホクメイがいる。幕別牧場の場長・土井勇は、産駒は総じて体が小さく、気性の荒い馬が多かったと述べている。近藤は遺族には競走馬を所有しないよう、ただしトウメイだけは死ぬまで世話をするよう遺言していた。近藤が1991年に死去するとトウメイを除く繁殖牝馬はすべて売却されたが、場長の土井は高齢のトウメイを他の牧場へ移すのは忍びないと考え、幕別牧場でトウメイの繋養を続けた。土井によるとトウメイは1997年3月上旬に体調を崩し、食欲を失っていった。同月下旬に入ると食事をとらなくなり、点滴で栄養を補給するようになった。4月7日に土井が様子を見に馬房を訪れると、トウメイは息を引き取っていたという。トウメイは、近藤の遺言に基づいて牧場内に建てられていた墓に埋葬された。トウメイの死と共に幕別牧場はその役割を終えたが、墓参りに訪れるファンのために牧場の看板は掲げられ続けた。
引退後のトウメイは終始一貫しておとなしく、むしろ他の馬に遠慮するところを見せていたが、土井は産駒が見せた気の荒さから、トウメイの気性も本来は荒いのではないかと推測している。内臓や歯が丈夫で、飼い葉をよく食べ病気をしたことがなく、土井勇によると晩年を除いて獣医師にかかった記憶はほとんどないという。
産駒の数が多かったこともあり、現在も牝系子孫は残っている。第8仔トウウンの孫にあたるニックバニヤンが2008年の羽田盃を制している。

## 血統
| トウメイの血統（ネヴァーセイダイ系 / Gainsborough5×5・5=9.38% トウルヌソル4×4=12.50%（母内）） | トウメイの血統（ネヴァーセイダイ系 / Gainsborough5×5・5=9.38% トウルヌソル4×4=12.50%（母内）） | トウメイの血統（ネヴァーセイダイ系 / Gainsborough5×5・5=9.38% トウルヌソル4×4=12.50%（母内）） | （血統表の出典）         | （血統表の出典） |
| 父 *シプリアニ Cipriani 1958 黒鹿毛                                                            | 父の父Never Say Die 1951 栗毛                                                                  | Nasrullah                                                                                      | Nearco                   | Nearco           |
| 父 *シプリアニ Cipriani 1958 黒鹿毛                                                            | 父の父Never Say Die 1951 栗毛                                                                  | Nasrullah                                                                                      | Mumtaz Begum             |                  |
| 父 *シプリアニ Cipriani 1958 黒鹿毛                                                            | 父の父Never Say Die 1951 栗毛                                                                  | Singing Grass                                                                                  | War Admiral              | War Admiral      |
| 父 *シプリアニ Cipriani 1958 黒鹿毛                                                            | 父の父Never Say Die 1951 栗毛                                                                  | Singing Grass                                                                                  | Boreale                  |                  |
| 父 *シプリアニ Cipriani 1958 黒鹿毛                                                            | 父の母Carezza 1953 鹿毛                                                                        | Rockefella                                                                                     | Hyperion                 | Hyperion         |
| 父 *シプリアニ Cipriani 1958 黒鹿毛                                                            | 父の母Carezza 1953 鹿毛                                                                        | Rockefella                                                                                     | Rockfel                  |                  |
| 父 *シプリアニ Cipriani 1958 黒鹿毛                                                            | 父の母Carezza 1953 鹿毛                                                                        | Canzonetta                                                                                     | Turkhan                  | Turkhan          |
| 父 *シプリアニ Cipriani 1958 黒鹿毛                                                            | 父の母Carezza 1953 鹿毛                                                                        | Canzonetta                                                                                     | Madrigal                 |                  |
| 母 トシマンナ 1958 栗毛                                                                        | 母の父メイヂヒカリ 1952 鹿毛                                                                   | クモハタ                                                                                       | *トウルヌソル            | *トウルヌソル    |
| 母 トシマンナ 1958 栗毛                                                                        | 母の父メイヂヒカリ 1952 鹿毛                                                                   | クモハタ                                                                                       | *星旗                    |                  |
| 母 トシマンナ 1958 栗毛                                                                        | 母の父メイヂヒカリ 1952 鹿毛                                                                   | シラハタ                                                                                       | *プリメロ                | *プリメロ        |
| 母 トシマンナ 1958 栗毛                                                                        | 母の父メイヂヒカリ 1952 鹿毛                                                                   | シラハタ                                                                                       | 第四バッカナムビューチー |                  |
| 母 トシマンナ 1958 栗毛                                                                        | 母の母トシフジ 1951 栗毛                                                                       | トキノチカラ                                                                                   | *トウルヌソル            | *トウルヌソル    |
| 母 トシマンナ 1958 栗毛                                                                        | 母の母トシフジ 1951 栗毛                                                                       | トキノチカラ                                                                                   | *星谷                    |                  |
| 母 トシマンナ 1958 栗毛                                                                        | 母の母トシフジ 1951 栗毛                                                                       | 第六マンナ                                                                                     | *シアンモア              | *シアンモア      |
| 母 トシマンナ 1958 栗毛                                                                        | 母の母トシフジ 1951 栗毛                                                                       | 第六マンナ                                                                                     | マンナ F-No.1-b          |                  |

- 4代母代マンナ（競走馬名ロビンオー）は1932年の帝室御賞典勝ち馬。さらに牝系を遡ると、小岩井農場の基礎輸入牝馬の一頭であるフラストレートにたどり着く。